# 비오코줄무늬쥐
비오코줄무늬쥐(Hybomys basilii)는 쥐과에 속하는 설치류의 일종이다. 적도기니에서만 발견된다. 자연 서식지는 아열대 또는 열대 기후 지역의 습윤 산지 숲이다. 서식지 감소로 위협을 받고 있다.

## 특징
보통 크기의 설치류로 몸통 길이가 118~160mm이고 꼬리 길이는 90~132mm이다. 발 길이는 29~33mm이고 귀 길이는 15~20mm, 몸무게는 최대 95g이다. 털은 길고 부드러우며 반짝인다. 등 쪽 털은 짙은 적갈색이고 배 쪽은 회색빛의 희끄무레한 색을 띤다. 수컷이 암컷보다 약간 크다.

## 생태
땅 위에서 주로 생활하는 육상성 동물이고 야행성 동물이지만 낮 시간에 활동적으로 움직이기도 한다. 10월과 12월 사이에 새끼를 밴 암컷이 발견된다. 한 번에 1~2마리의 새끼를 낳는다.

## 분포 및 서식지
적도 기니의 비오코섬 고지대의 토착종이다. 해발 450m와 2,000m 사이의 울창한 산지림과 농장의 숲 가장자리에서 서식한다.